# 유흔 (능향후)
유흔(劉訢, ? ~ ?)은 전한 말기의 제후로, 양경왕의 아들이다.

## 행적
건소 원년(기원전 38년), 능향후(陵鄕侯)에 봉해졌다.
건시 2년(기원전 31년), 사람을 시켜 가승(家丞)을 다치게 하고, 또 곡식으로 고리대를 한 죄로 작위가 박탈되었다.

## 출전
- 반고, 《한서》 권15하 왕자후표 下

| 선대 (첫 봉건) | 전한의 능향후 기원전 38년 ~ 기원전 31년 | 후대 (봉국 폐지) |